# Adam Duce
Adam Duce (Oakland, 14 aprile 1972) è un bassista statunitense, cofondatore e membro, con Robb Flynn e fino al 2013, del gruppo groove metal Machine Head.
Oltre a suonare il basso, Duce partecipava anche ai cori. Qualche anno fa ha partecipato al concerto tributo Roadrunner United: The Concert, suonando vari brani.

## Discografia

### Con i Machine Head
- 1994 – Burn My Eyes
- 1997 – The More Things Change...
- 1999 – The Burning Red
- 2001 – Supercharger
- 2003 – Hellalive (album dal vivo)
- 2004 – Through the Ashes of Empires
- 2007 – The Blackening
- 2011 – Unto the Locust
- 2012 – Machine Fucking Head Live (album dal vivo)
- 2012 – B-Sides & Rarities (EP)
- 2019 – Live at Dynamo Open Air 1997 (album dal vivo)

### Collaborazioni
- 2000 – 40 Grit – Heads (didgeridoo nel brano Serving Time)
- 2008 – Roadrunner United – The Concert (chitarra ritmica nel brano The Dagger; basso nei brani Punishment, Set It Off, Curse Of The Pharaohs, Alison Hell, Pure Hatred, Replica, Eye For An Eye, Refuse / Resist, Surfacing, Roots Bloody Roots)